# Motoki Funahashi
Motoki Funahashi (舩橋求己, Funahashi Motoki) fou un polític i buròcrata japonés. Va exercir com a 22é alcalde de Kyoto des de l'any 1971 fins al 1981. També durant el seu mandat com a alcalde, Funahashi va exercir com a vicepresident de l'Associació Nacional d'Alcaldes Reformistes, formada per polítics pròxims al Partit Socialista del Japó (PSJ) i al Partit Comunista del Japó (PCJ).
Motoki Funahashi va nàixer un 14 d'agost de 1911 a la ciutat d'Okayama, capital de la prefectura homònima. Tot i estudiar l'ensenyament bàsic a la seua terra natal, Funahashi es va diplomar a la Facultat d'Economia de la Universitat Imperial de Kyoto, començant a treballar per a l'ajuntament de Tòquio després. Durant el seu període de formació va treballar al Departament de Transport Municipal de Kyoto i conduint un tramvia. Després d'això, Funahashi va passar per diversos departaments del govern municipal de Kyoto. L'any 1971 es presentà a les eleccions a l'alcaldida de Kyoto de 1971 amb el suport del PSJ i el PCJ, derrotant el candidat del centre-dreta i antic representant del Partit Democràtic Socialista (PDS), Eiichi Nagasue.
Després del triomf de Funahashi als comicis, el mateix governador prefectural, el també esquerrà Torazō Ninagawa va donar la benvinguda a la "cooperació entre el govern prefectural i el municipal". No obstant això, la coalició entre el PSJ i el PCJ es va trencar cap a les eleccions de 1975 i el conservador Partit Liberal Democràtic (PLD) també donà el seu suport a Funahashi. A les eleccions a l'alcaldia de Kyoto de 1979, el Nou Club Liberal (NCL) s'afegí al grup de partits que recolzaven la candidatura de Funahashi a l'alcaldia.
El maig de 1981 va patir un accident degut a una hemorràgia subaracnoidal, presentant la seua renúncia al càrrec d'alcalde el juliol del mateix any. Funahashi va morir el 4 de febrer de 1984 amb 72 anys degut a una pneumonia a l'Hospital municipal de Kyoto, al districte de Nakagyō.